# どてかぼちゃ
『どてかぼちゃ』は、NET（現・テレビ朝日）系列のナショナルゴールデン劇場（毎週木曜日21時台）の枠で、1975年11月6日から1976年5月13日まで放送されていたテレビドラマである。全28話。

## 概要
『だいこんの花』から続く、「野菜シリーズ」の第7弾。
30数年前に岐阜県飛騨地方の高山の中学校の生徒で、その後東京に住む中年男たちが、久々の同窓会を開こうと藤島先生に招待状を出した。しかしその同窓会当日やって来たのは、当時教え子たちが「鬼勘」と呼んで敬遠していた存在の元漢文教師・小野勘一郎だった。勘一郎はその場で「これからお前たちの家庭を訪問するぞ」と宣言し、一軒ずつ教え子たちの家を泊まり歩くようになる。そこで勘一郎が目にしたのは、夫婦喧嘩、親子喧嘩など様々な家庭の問題だった。
本作のタイトル「どてかぼちゃ」は、カボチャを「どこにでもある野菜」として、庶民の哀歓をカボチャに例えたところからとしている。なお、本作は『ナショナルゴールデン劇場』になってから500回を迎える回が含まれるドラマであったため『ナショナルゴールデン劇場500回記念番組』と銘打たれ、それまでの作品の出演者が本作に多くレギュラーやゲストとして出演、当時の主演級の俳優も多く出演していた。

## キャスト
- 小野勘一郎：森繁久彌
- 小野列子：岡田奈々
- 工藤：三橋達也
- 猪股：大坂志郎
- 猪俣加奈子（猪股の長女）：松原智恵子
- 猪俣由美（猪股の三女）：吉沢京子
- 芹子：いしだあゆみ
- 南（ガードマン）：ハナ肇
- 南市子：ホーン・ユキ
- 若月（ラーメン屋）：佐野浅夫
- 若月美代：赤木春恵
- 役名不明：川崎敬三
- 剣持修三：芦田伸介
- 純子：宇津宮雅代
- 利枝（料理屋の女将）：都家かつ江
- 北川：犬塚弘
- 塩沢輝之助（葬儀屋）：牟田悌三
- 塩沢京子：春川ますみ
- 漆原（パチンコ屋）：藤村有弘
- 服部：入川保則
- 藤島先生：志村喬
- 役名不明：長谷川哲夫（第5話）
- 北川久美子（北川の妻）：水野久美（第8話）
- 悦子：鶴間エリ（第8話）
- 権田：谷村昌彦（第8話）
- 美千弥（芸者）：森光子（第10話）
- 神田：杉浦直樹（第11話～第13話）
- 江沢：石立鉄男（第12話・第13話）
- 敬子：いけだももこ
- 坂本：フランキー堺（第14話）
- 熊坂：金子信雄（第15話）
- 熊坂律子：大山のぶ代（第15話）
- 花子：久里千春
- 工藤花江（工藤の妻）：浅香光代（第16話）
- 工藤成夫（工藤の息子）：岡田裕介（第16話）
- 夏子：川口晶
- 生田：山口崇（第18話）
- 静子：有沢正子（第18話）
- ユリ：弓恵子（第19話）
- 三上刑事：竹脇無我（第19話）
- 役名不明：三上真一郎（第19話）
- 役名不明：沢たまき（第20話）
- 役名不明：安田伸（第20話）
- 役名不明：西村晃（第20話）
- 板倉（元陸軍中将）・板倉清志（板倉の息子）：木村功（第24話・二役）
- あき子：加藤治子（第24話）
- 文江：三浦布美子（第26話）
- 水原：池部良（第26話）
- 次郎：松山英太郎（第27話・第28話）
- 竹代：桜むつ子（第28話）

## スタッフ
- 脚本：放送リスト参照。
- 演出：放送リスト参照。
- 音楽：山本直純
- 制作：NET

## 放送リスト
| 話数 | 放送日        | サブタイトル                 | 脚本           | 演出     |
| ---- | ------------- | ---------------------------- | -------------- | -------- |
| 1    | 1975年11月6日 | オソガイ鬼勘上京す!          | 松木ひろし     | 山内和郎 |
| 2    | 11月13日      | オソガイ! 家庭訪問大宣言     | 松木ひろし     | 田中利一 |
| 3    | 11月20日      | 私はあなたの娘です･･･        | 松木ひろし     | 山内和郎 |
| 4    | 11月27日      | 君よ涙の止まらぬ時は         | 松木ひろし     | 田中利一 |
| 5    | 12月4日       | チョッカイ・せっかい・ご厄介 | 松木ひろし     | 田中利一 |
| 6    | 12月11日      | 鬼神も避けるリブ姉妹         | 松木ひろし     | 田中利一 |
| 7    | 12月18日      | 恋と喧嘩はなりゆきまかせ     | 松木ひろし     | 田中利一 |
| 8    | 12月25日      | 酔ってくだまく親心           | 大西信行       | 田中利一 |
| 9    | 1976年1月1日  | 笑う門には鬼来たる           | 大西信行       | 田中利一 |
| 10   | 1月8日        | 夜中のひまわり               | 大西信行       | 田中利一 |
| 11   | 1月15日       | 浮気と本気! 大誤診           | 大西信行       | 田中利一 |
| 12   | 1月22日       | 男涙に花も散る               | 松木ひろし     | 田中利一 |
| 13   | 1月29日       | カンナン汝を男にするぞ       | 松木ひろし     | 田中利一 |
| 14   | 2月5日        | 夫が授けた落しもの           | 大西信行       | 山内和郎 |
| 15   | 2月12日       | 三十年目のスパルタ教育       | ジェームス三木 | 田中利一 |
| 16   | 2月19日       | 受験戦争に剣戟の響き         | 大西信行       | 山内和郎 |
| 17   | 2月26日       | 災い転じて恋となす           | 松木ひろし     | 山内和郎 |
| 18   | 3月4日        | 早春に消えた恋               | 松木ひろし     | 山内和郎 |
| 19   | 3月11日       | 予期せぬ訪問者               | 松木ひろし     | 山内和郎 |
| 20   | 3月18日       | 先生になった教え子           | 田上雄         | 田中利一 |
| 21   | 3月25日       | 双子座の女                   | 松木ひろし     | 田中利一 |
| 22   | 4月1日        | 金儲け心得帳                 | 大西信行       | 田中利一 |
| 23   | 4月8日        | 二十年目の高砂や             | 松木ひろし     | 山内和郎 |
| 24   | 4月15日       | 路地に流れる校歌             | 向田邦子       | 山内和郎 |
| 25   | 4月22日       | 珠磨かずば光なし             | 宮川一郎       | 山内和郎 |
| 26   | 4月29日       | 舞いに隠した涙               | 大西信行       | 山内和郎 |
| 27   | 5月6日        | 将を射んと欲すれど           | 松木ひろし     | 山内和郎 |
| 28   | 5月13日       | 鬼勘、江戸を去る             | 松木ひろし     | 山内和郎 |

## 前後番組
| NET（現：テレビ朝日）系 木曜21時枠（ナショナルゴールデン劇場） | NET（現：テレビ朝日）系 木曜21時枠（ナショナルゴールデン劇場） | NET（現：テレビ朝日）系 木曜21時枠（ナショナルゴールデン劇場） |
| 前番組                                                         | 番組名                                                         | 次番組                                                         |
| -------------------------------------------------------------- | -------------------------------------------------------------- | -------------------------------------------------------------- |
| じゃがいも （第2シリーズ）                                     | どてかぼちゃ                                                   | 七色とんがらし                                                 |